# Когда не вышло у змея
«Когда́ не вы́шло у зме́я» — научно-фантастический рассказ французского писателя Пьера Буля.

## Сюжет
Действие рассказа происходит на одной из планет, сотворённых Создателем. На этой планете, созданной такой же, как и три миллиарда планет до этого, Создатель сотворил огромный сад с Запретным деревом. Всё было задумано Творцом с таким расчётом, чтобы мужчина и женщина не прилагали ни малейших усилий, чтобы сорвать плоды с него. Змей хочет соблазнить женщину, чтобы та отведала плодов с запретного дерева. Но женщина с мужчиной на той планете оказались послушными и кушают любые фрукты, кроме плодов, растущих на древе познания добра и зла ввиду запрета Бога. Мудрый Змей уже сыграл эту роль на трёх миллиардах планет, созданных во Вселенной, но в этот раз он столкнулся с тяжёлым случаем. Создалась критическая ситуация…

## Главныеперсонажи
- Женщина — аналог библейской Евы, отказывается изначально от вкушения плодов с Дерева познания добра и зла, чем ставит под угрозу существования не только планеты, на которой она была сотворена, но и всех остальных, ранее сотворённых планет, ввиду своего физического бессмертия, в итоге, соблазнённая Богом-сыном, всё-таки совершает Первородный грех.
- Мужчина — аналог библейского Адама, также отказывается отведать плоды с Запретного дерева.
- Змей — аналог библейского Змея-искусителя, тщетно пытается соблазнить мужчину и женщину, сначала в облике змеи́, затем в образе раненого павлина с дивным оперением, затем в образе других животных, деревьев, цветков и даже ручья.
- Господь — аналог библейского Бога-отца, настаивал на необходимости совершения женщиной первородного греха, даже, возможно, под воздействием обмана и силы.
- Великий Ординатор, Омега — вероятно аналог библейского Святого Духа, также тщетно пытается соблазнить людей (в его случае — мужчину) на совершение первородного греха с помощью доводов логики, несколько раз просчитывал и пересчитывал катастрофические последствия отказа людей от совершения первородного греха.
- Бог-сын — аналог библейского Иисуса Христа, Спасителя. В конечном итоге соблазнить людей на совершение ими первородного греха было поручено ему. Превратившись в юношу сверхъестественной красоты, он спустился в дивный сад. На собственном примере он убедил женщину отведать плодов с Дерева познания добра и зла. Таким образом, на непокорной планете восстановился порядок, и всё пошло точно по заранее намеченному плану. То есть Бог-сын выступил в роли змея — искусителя людей, вместо провалившего свою миссию настоящего змея.

## Издания
Рассказ издаётся редко, в составе сборников фантастических произведений:
- 1970 год — сборник «Quia absurdum»;
- 1973 год — «Библиотека современной фантастики», том 25. Антология;
- 1989 год — «Чего стоят крылья»;
- 1991 год — «Театр теней. Зарубежная фантастика»;
- 1992 год — «Сатанинская сила».